# Espoir
Espoir, uscito come Sierra de Teruel (Espoir, Sierra de Teruel), è un film del 1939 diretto da André Malraux e Boris Peskine.
Produzione franco-spagnola, uscì solo nel 1945 e tratta la guerra civile combattuta proprio in quegli anni (1936-1939).
La pellicola è in bianco e nero, è tratta in parte dal romanzo omonimo L'espoir di Malraux e si serve di attori non professionisti. Raffigura i combattimenti tra i soldati repubblicani e l'esercito franchista sulle montagne di Teruel in Aragona.